# Bietigheimer HTC
Der Bietigheimer HTC (kurz BHTC) ist ein Hockey- und Tennisclub aus Bietigheim-Bissingen.

## Geschichte
Der Verein wurde am 26. August 1963 als Bietigheimer Hockey-Club e. V. gegründet. Am 18. März 1981 wurde der Verein um die Tennisabteilung erweitert und in Bietigheimer HTC umbenannt.